# 盧庫胡河
14°25′00″S 50°10′43″E / 14.41667°S 50.17861°E

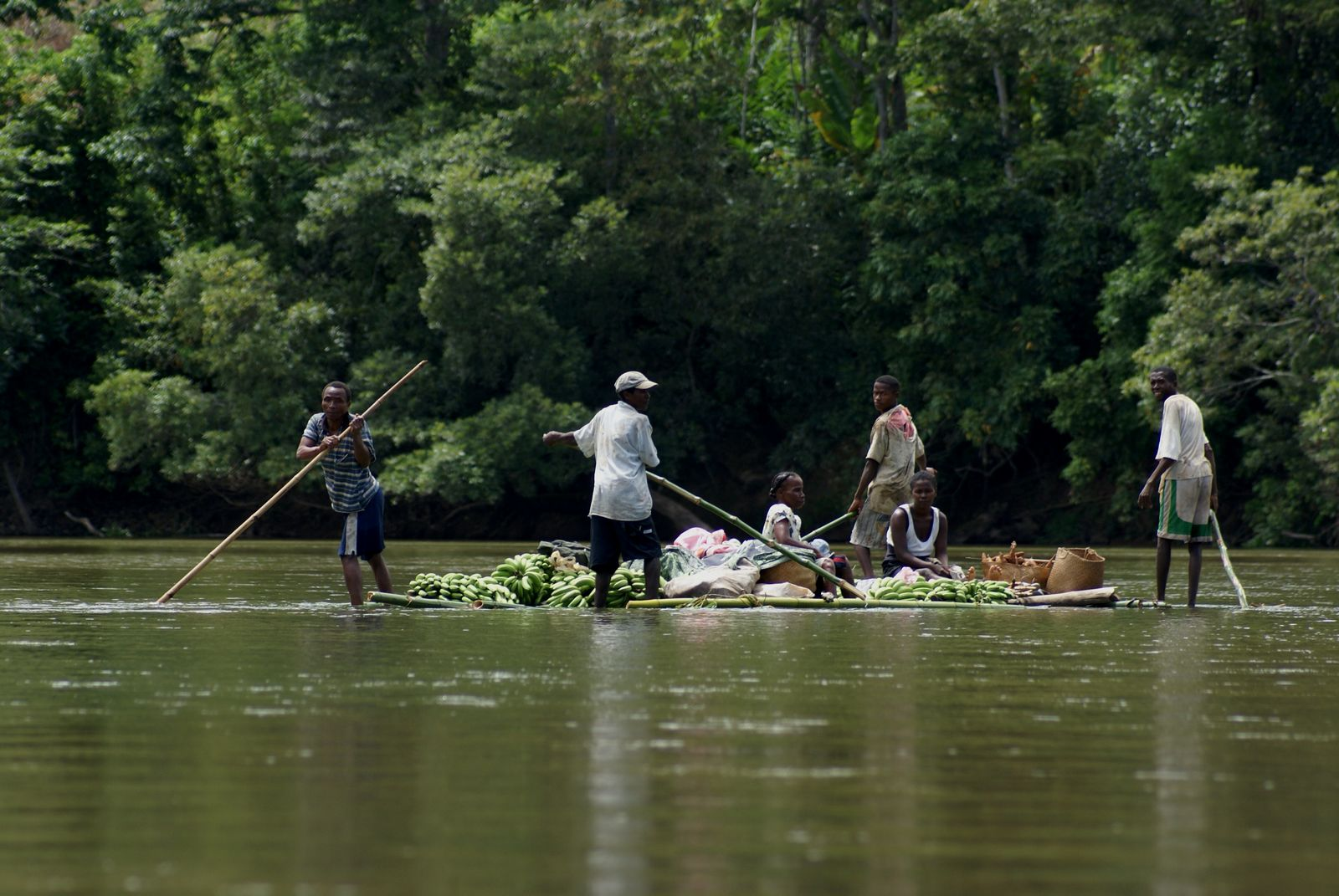

盧庫胡河，是馬達加斯加的河流，位於該國北部，由薩瓦區負責管轄，河道全長150公里，發源自馬洛傑基國家公園南部，最終在桑巴瓦以南25公里注入印度洋。